# Мур, Перри
Уильям Перри Мур IV (4 ноября 1971, Ричмонд, США – 18 февраля 2011, Нью-Йорк, США) – американский писатель, сценарист и продюсер, более известный как Перри Мур. Исполнительный продюсер трилогии «Хроники Нарнии». Лауреат премии Lambda Literary Award 2007 за лучший ЛГБТ-роман для детей и подростков Герой (роман).

## Биография
Уильям Перри Мур родился 4 ноября 1971 года в Ричмонде, штат Виргиния, в семье Уильяма и Нэнси Норрис Мур. У него есть две сестры: Джейн Мур и Элизабет Мур Фелтон. Детство Мура прошло в Вирджинии-Бич.
Мур учился в средней школе Норкфолской академии, после которой поступил в Университет Вирджинии. Во время учёбы в колледже он проходил стажировку на кинофестивале в Вирджинии. В двадцать лет переехал в Вашингтон, чтобы работать стажёром у Билла Клинтона в Белом Доме.
Затем был стажёром в MGM в Нью-Йорке и в съёмочной группе «The Rosie O'Donnell Show». После чего начал работать в кинокомпании Walden Media, которой помог получить права на экранизацию любимых романов детства «Хроники Нарнии». В 2003 году Мур становится исполнительным продюсером, ответственным за производство фильма «Меня зовут Дэвид» (англ. I Am David), экранизации романа Энни Холм North to Freedom.
В 2005 году выходит первый фильм трилогии «Хроники Нарнии» – «Хроники Нарнии: Лев, Колдунья и волшебный шкаф», в котором Мур был исполнительным продюсером, он обещал поклонникам Льюиса, что снимет семь фильмов по романам. В ноябре того же года выходит иллюстрированная книга Мура «The Chronicles of Narnia – The Lion, the Witch, and the Wardrobe Official Illustrated Movie Companion» о создании первого фильма в серии. Книга стала бестселлером The New York Times.
Перри Мур был большим любителем комиксов и открытым геем, проведя собственное исследование он выяснил, что более 60 героев комиксов, геев и лесбиянок, были или проигнорированы, или искалечены, или убиты. Он хотел изменить эту тенденцию и в 2007 году в издательстве Little, Brown and Company выходит роман Перри Мура «Герой» (англ. Hero) – история о Томе Криде, подростке-гомосексуалисте, который стал супергероем. Книга была прекрасно принята публикой и удостоена премии Lambda Literary Award 2007 за лучший ЛГБТ-роман для детей и подростков. В 2008 году Мур вёл переговоры со Стэном Ли об экранизации своего романа.
В 2008 году выходит вторая часть трилогии «Хроники Нарнии» – «Хроники Нарнии: Принц Каспиан», Мур вновь выступает в качестве исполнительного продюсера фильма. Так же в 2008 году Мур, в соавторстве со своим партнёром по жизни Хантером Хиллом, дебютирует в качестве сценариста и режиссёра драмы Lake City с Сисси Спейсек и Джейсоном Дэвисом в главных ролях.
В 2010 году состоялась премьера третьего фильма по романам Льюиса «Хроники Нарнии: Покоритель Зари».
В 2011 году, за день до своей смерти, Перри Мур сообщил отцу, что получил финансирование на четвёртый фильм.
Перри Мур умер 17 февраля 2011 года. Он был найден мёртвым в своей квартире в Гринвич-Вилладж. По одной из версий, причиной смерти могла стать передозировка наркотиков.